# Lech Pruchno-Wróblewski
Lech Roman Pruchno-Wróblewski (* 10. Februar 1939 in Gdynia; † 8. Juni 2005) war ein polnischer Politiker der Unia Polityki Realnej und von 1991 bis 1993 Vorsitzender der Abgeordnetengruppe der Partei im Sejm, dem er von 1991 bis 1993 in der I. Wahlperiode angehört hatte.

## Leben und Beruf
Pruchno-Wróblewski entammt dem masowischen Adelsgeschlecht Wróblewski. Er studierte an der Wirtschaftshochschule in Sopot und schloss sein Studium 1967 ab. Nach seinem Tod wurde er auf dem Evangelisch-Augsburgischen Friedhof in Warschau begraben.

## Politik
Bei der Parlamentswahl 1991 wurde Pruchno-Wróblewski für die Unia Polityki Realnej in den Sejm gewählt, wo er die Abgeordnetengruppe der Partei leitete. Bei der Parlamentswahl 1993 kandidierte er erneut für seine Partei, deren stellvertretender Vorsitzender er war. Mit 3,2 % der Stimmen scheiterte die Partei jedoch an der neu eingeführten 5-%-Hürde. Pruchno-Wróblewski schied daher aus dem Sejm aus. Von 1994 bis 1998 gehörte er für die Liste Prawica Razem dem Stadtrat von Warschau an. 1995 kandidierte er erfolglos bei einer Nachwahl für den polnischen Senat. Kurze Zeit später verließ er die UPR und gründete eine eigene Gruppierung, die eng mit der Ruch Odbudowy Polski des ehemaligen Ministerpräsidenten Jan Olszewski kooperierte. So kandidierte auch Pruchno-Wróblewski bei der Parlamentswahl 1997 für diese katholisch-nationalistische Partei. Er wurde aber nicht in den Sejm gewählt. Später schloss er sich der Liga Polskich Rodzin an, für die er 2001 ebenfalls erfolglos zum Sejm kandidierte.